# Gare de Beaulieu-sur-Mer
Ne doit pas être confondu avec Gare de Beaulieu Road.
La gare de Beaulieu-sur-Mer est une gare ferroviaire française de la ligne de Marseille-Saint-Charles à Vintimille (frontière), située sur le territoire de la commune de Beaulieu-sur-Mer, dans le département des Alpes-Maritimes en région Provence-Alpes-Côte d'Azur.
C'est une gare de la Société nationale des chemins de fer français (SNCF), desservie par des trains TER Provence-Alpes-Côte d'Azur.

## Situation ferroviaire
Établie à 20 mètres d'altitude, la gare de Beaulieu-sur-Mer est située au point kilométrique (PK) 230,723 de la ligne de Marseille-Saint-Charles à Vintimille (frontière), entre les gares de Villefranche-sur-Mer et d'Èze-sur-Mer.

## Fréquentation
De 2015 à 2023, selon les estimations de la SNCF, la fréquentation annuelle de la gare s'élève aux nombres indiqués dans le tableau ci-dessous.
| Année                     | 2015    | 2016    | 2017    | 2018    | 2019    | 2020    | 2021    | 2022    | 2023    |
| ------------------------- | ------- | ------- | ------- | ------- | ------- | ------- | ------- | ------- | ------- |
| Voyageurs                 | 452 775 | 461 285 | 541 376 | 501 699 | 580 072 | 329 716 | 396 883 | 525 707 | 620 108 |
| Voyageurs + non voyageurs | 565 969 | 576 607 | 676 721 | 627 124 | 725 090 | 412 145 | 496 104 | 657 134 | 775 135 |

## Service des voyageurs

### Accueil
Gare SNCF, elle dispose d'un bâtiment voyageurs, avec guichet, ouvert tous les jours. Elle est équipée d'automates pour l'achat de titres de transport.

### Desserte
Beaulieu-sur-Mer est desservie par des trains TER PACA qui effectuent des missions entre les gares des Arcs - Draguignan et de Vintimille.